# هیئت‌های تبلیغی مسیحی
هیئت‌های تبلیغی مسیحی (انگلیسی: Christian mission) تلاشی سازمان یافته برای گسترش مسیحیت و تازه‌واردان است. مأموریت‌ها شامل فرستادن افراد و گروه‌ها به خارج از مرزها، معمولاً مرزهای جغرافیایی، برای ترویج مسیحیت یا سایر فعالیت‌ها، مانند کارهای آموزشی یا بیمارستانی است.